# Мухино (Грязовецький район)
Му́хино (рос. Мухино) — присілок у складі Грязовецького району Вологодської області, Росія. Входить до складу Сидоровського сільського поселення.

## Населення
Населення — 10 осіб (2010; 11 у 2002).
Національний склад (станом на 2002 рік):
- росіяни — 100 %